# 灯草胡同

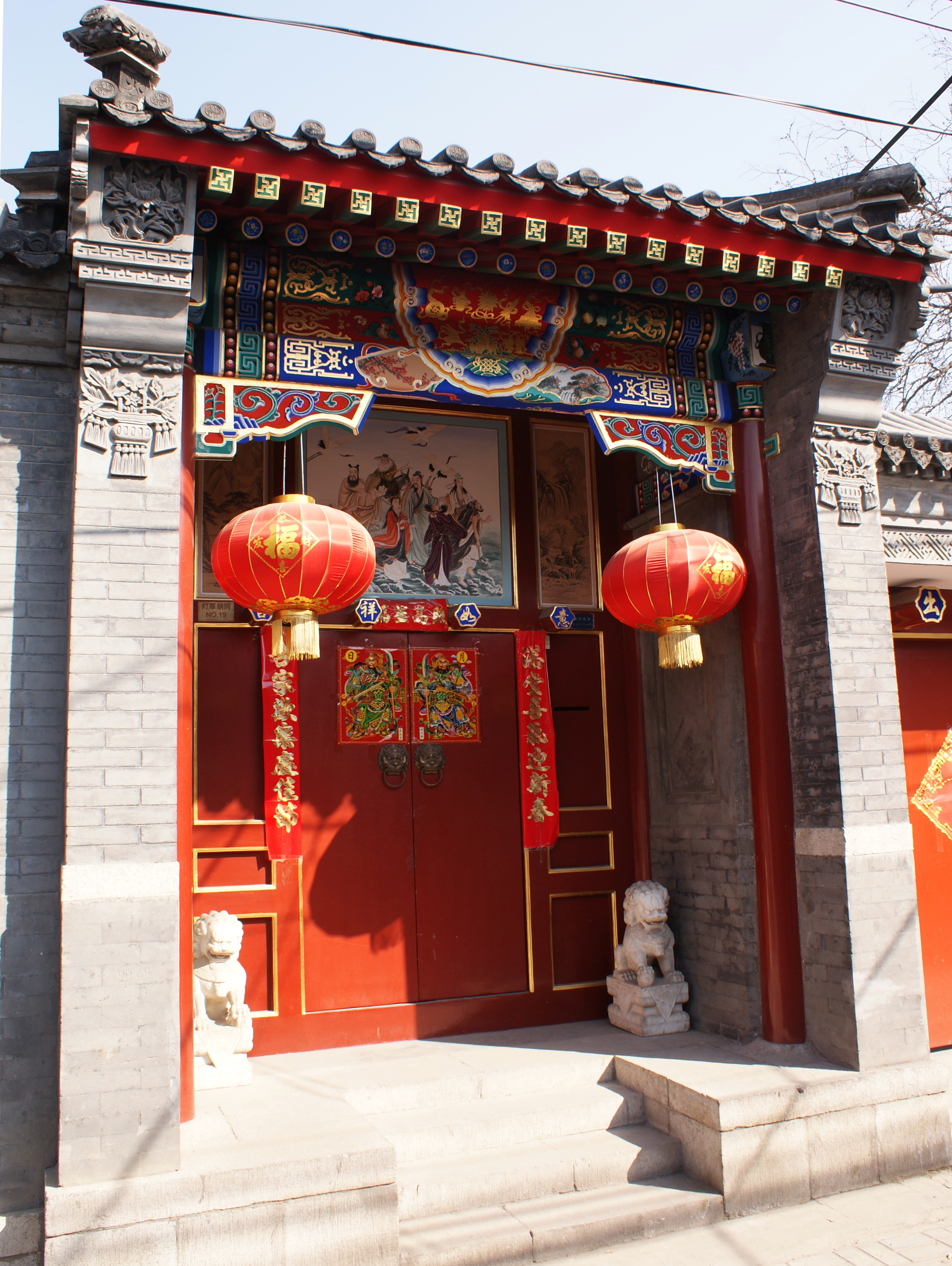
灯草胡同19号，摄于2009年

39°55′16″N 116°25′12″E / 39.9212243°N 116.4199297°E
灯草胡同，位于中国北京市东城区东部。

## 简介
灯草胡同位于东四南大街东侧。东起礼士胡同，西到东四南大街，南和演乐胡同相通，北和礼士胡同相通。该胡同呈东西走向，东端曲折。全长487米，宽5米，铺有沥青路面。
　　
灯草胡同，明朝属黄华坊，称“灯草胡同”。清朝属镶白旗，沿称“灯草胡同”。据传说，该地接近灯市，因为出售灯草（灯芯）而得名。1965年北京市整顿地名时，将南北走向的下洼子胡同并入该胡同。文化大革命中，该胡同一度改称“瑞金路二十六条”，后来恢复原名。1978年，东城区在演乐胡同、灯草胡同开始使用垃圾桶。如今胡同内有朝阳门医院等单位，其他是居民住宅。
2006年，朝阳门街道遵照“修旧如旧”的原则，对灯草胡同开展了复古整治，恢复了该胡同古色古香的韵味，胡同内的环境也大为改观。2008年，北京市环境办公室、中共北京市委宣传部、首都精神文明办公室等部门联合举办“我爱北京”十佳街巷胡同评选活动，灯草胡同名列第一名。
根据记载，清朝镶白旗汉军都统衙门曾设在灯草胡同19号院。镶白旗汉军都统衙门在雍正六年由灯市口大街迁到东四南大街灯草胡同，后来于乾隆十八年迁到甘雨胡同。《宸垣识略》记载，清朝乾隆年间，大学士定西将军阿桂居住在灯草胡同住过。
灯草胡同5号院如今是“四合宾馆”，据说由一家香港公司经营，京剧大师梅兰芳、国军将军廖耀湘等不少名人过去曾在此院住过。 “四合宾馆”是座非常典型的四合院，据说是北京城内唯一一家明代三进式四合院宾馆。该宾馆门口立有一对汉白玉石狮，门内有砖雕影壁。